# 미리 마리 우리 두리
"미리 마리 우리 두리"는 1988년에 개봉한 대한민국의 영화이며 1985년 9월 제작에 착수했지만 제작사인 서울영화사가 그 해 11월 부도를 낸 데 이어 유지인 (마리 역)의 결혼 등의 이유 탓인지 촬영이 중단됐다가 1987년 7월  촬영이 재개됐다.

## 캐스팅
- 최민희 : 미리 역
- 유지인 : 마리 역
- 강수연 : 우리 역
- 하희라 : 두리 역
- 하재영
- 진유영
- 정재순
- 남영진
- 최민경
- 이경희
- 정인한
- 남궁원 (특별출연)
- 김영애 (특별출연)